# Tołpino (obwód kurski)
Tołpino (ros. Толпино) – wieś (ros. село, trb. sieło) w zachodniej Rosji, centrum administracyjne sielsowietu tołpińskiego w rejonie korieniewskim obwodu kurskiego.

## Geografia
Miejscowość położona jest nad rzeką Tołpinka, 5 km od centrum administracyjnego rejonu (Korieniewo), 95 km od Kurska.

## Demografia
W 2010 r. miejscowość zamieszkiwały 602 osoby.